# 17 الأرنب
17 الأرنب (بالإنجليزية: 17 Leporis)‏ هو نجم ثنائي، يقع في كوكبة الأرنب.

## روابط خارجية
- 17 الأرنب على موقع ويكي سكاي: DSS2, SDSS, GALEX, IRAS, Hydrogen α, X-Ray, Astrophoto, Sky Map, Articles and images